# Shyreswoodi Vilmos
Shyreswoodi Vilmos (latinul: Guillelmus de Shyreswode, angolul: William of Sherwood), (1200/1210 körül – 1266/1272 körül) középkori angol filozófus.
A párizsi egyetemen volt magiszter, később Lincoln városának kancellárjaként működött. Introductiones in logicam című műve – valószínűleg Petrus Hispanus (a későbbi XXI. János pápa) hasonló című írása miatt – feltehetően csak szűkebb körben volt ismert. Csak egyetlen napjainkig fennmaradt párizsi kézirat tartalmazza az írást.

## Bővebb irodalom
- Étienne Gilson: A középkori filozófia története. Budapest: Kairosz Kiadó. 2015.  ISBN 9789636627850 , 588. o.